# Улица Алексея Бакуринского
Улица Алексея Бакуринского (укр. Вулиця Олексія Бакуринського) — улица в Новозаводском районе города Чернигова, исторически сложившаяся местность (район) Землянки. Пролегает от улицы Ремесленная до улицы Любечская, от улицы Любечская до тупика возле автокооператива № 1.
Примыкают переулок Алексея Бакуринского, улицы Симиренко (Мичурина), Воскресенская.

## История
В конце 19 века был проложен безымянный переулок. В 1927 году получил название Михайловский переулок — из-за расположенности возле Михайловской улицы. 
В конце 1930-х годов переулок был продлён и переименован на улицу Папанинцев — в честь участников («папанинцев») первой в мире советской полярной научно-исследовательской дрейфующей станции под руководством Ивана Дмитриевича Папанина. В свою очередь Михайловская улица была переименована на переулок Папанинцев. После Великой Отечественной войны улица застроена индивидуальными домами. 
19 февраля 2016 года улица получила современное название — в честь государственного и общественного деятеля времён Российской империи, уроженца Черниговщины Алексея Александровича Бакуринского, согласно Распоряжению городского главы В. А. Атрошенко Черниговского городского совета № 46-р «Про переименование улиц города» («Про перейменування вулиць міста»)

## Застройка
Имеет два участка, разделённые домом № 7 Любечской улицы, длинами 200 и 470 м. 
Парная и непарная стороны улицы заняты усадебной застройкой, частично без застройки. 